# Aurora (Michelangelo)
Aurora je marmorna skulptura (155 × 180 cm, največja poševna dolžina 206 cm) avtorja Michelangela, za katero velja da je bila izdelana 1524–1527 in je del dekoracije Nove zakristije cerkve sv. Lovrenca v Firencah. Je ena izmed štirih alegorij delov dneva in je na desni strani na sarkofagu groba Lorenza de' Medici, vojvode Urbina.

## Zgodovina
Auroro je začel delati v fazi po ponovnem delu na zakristiji leta 1524, po izvolitvi papeža Klemena VII. na papeški prestol. Do leta 1527 je morala biti že končana, saj se tisto leto že pojavlja v grafiki Sigismonda Fantija Triumf  Fortune.

## Opis
Aurora ali Alba je videti kot pol ležeča in gola ženska personifikacija, tako kot drugi kipi v seriji. Morda je imel za vzor gorska in rečna božanstva na slavoloku Septimija Severa v Rimu. Njena glava je zastrta in naredi kretnjo, kot da bi se zbudil iz spanja, vstane iz postelje in obrne trup proti gledalcu, pri čemer je en komolec upognjen kot opora, druga roka pa se nagne navzgor, v višini ramen, kot da išče tančico, da jo dvigne. Ena noga je mlahavo raztegnjena na profilu sarkofaga, druga je upognjena naprej in išče oporo.
Med različnimi predlaganimi ikonološkimi vsebinami naj bi kip prikazoval simbol "grenkobe" ali kot bolečina, ki jo posreduje melanholični temperament ali kot simbol božanske svetlobe, ki beži iz teme, ali sangvinijski temperamenta ali elementa zraka ali tudi kopnega.
- Podrobnosti obraza
- Michelangelova študija
- Zasedba v Puškinovem muzeju v Moskvi

Skupaj s svojo Nočjo je Michelangelo črpal idejo za svojo skulpturo iz antične Speče Ariadne. To pa je vplivalo na kip Nimfa iz Fontainebleauja Benvenuta Cellinija.